# دوري البطولة الإنجليزية 1981
دوري البطولة الإنجليزية 1981 (بالفنلندية: Jalkapallon Mestaruussarjan kausi 1981) هو الموسم 72 من دوري البطولة الإنجليزية ‏. أشرف على تنظيمه اتحاد فنلندا لكرة القدم، وكان عدد الأندية المشاركة فيه 12، وفاز فيه نادي هلسنكي.